# Волгоградские казахи
Волгоградские казахи (каз. Волгоградтық қазақтар) — одна из крупнейших общин Волгоградской области. По результатам переписи населения за 2021 год, являются второй по численности национальностью региона, составляя 1,80 %.

## История
Проживающие на территории современной Волгоградской области казахи являются выходцами Букеевской Орды, отколовшейся от Младшего жуза и образованной по Указу Императора Павла I.
К середине XIX века численность 16 родовых групп казахов Внутренней Орды составила: адай — 7515 чел, алаша — 11150 чел, байбакты — 16025 чел, бериш — 26785 чел, жаппас — 4520 чел, есентемир 2330 чел, исык 3345 чел, кызылкурт — 4125 чел, кете — 2055 чел, маскар — 1805 чел, ногай — 5465 чел, жетыру — 6175 чел, тазлар — 555 чел, тана — 6405 чел, толенгит — 2460 чел, шеркеш — 13 795 чел. Букеевская Орда в XIX веке разделилась на 5 частей и 2 округа: Калмыцкая, Торгунская, Таловская, Камыш –Самарская, Нарынская и Приморские округа. Части делились на старшинства, а старшинства — на аулы.
В 1924 году Букеевская Орда была ликвидирована, а её территория на правах уезда вошла в состав Уральской губернии. Часть территории вошла в состав Астраханской губернии, которая была 8 лет (1928-1934 гг.) в составе Нижне-Волжского края.

## Расселение
Казахи проживают преимущественно в Палласовском районе, где они составляют более 50% из 46 тысяч жителей, а также в Николаевском, Старополтавском и Ленинском районах. В Старополтавском районе казахов 18 % (ок. 5 тыс. человек), в Николаевском — более 11 % (4 тыс. человек). Большая часть казахов в Волгоградской области занята в сельском хозяйстве. Однако безработица в сёлах, низкая заработная плата, закрытие предприятий, а также полное отсутствие очага культуры вынуждает казахское население области переселяться в города с развитой инфраструктурой Волгоград, Волжский, Саратов, Уральск и другие.

## Общественные и культурные организации
В 2011 году была зарегистрирована благотворительная организация «Наследие Казахстана», популяризирующая культуру и традиции казахов Волгоградской области. Она занимается сохранением казахской культуры, языка, обычаев, организацией праздников и помощью соотечественникам, попавшим в трудную ситуацию.
С помощью фонда была создана футбольная команда «Беркут», которая заняла 3 место на городском чемпионате. При поддержке фонда создаются кружки по изучению казахского языка, фестивали поэзии и национальной культуры. Фонд «Наследие Казахстана» участвовал в фестивале «Национальная аллея», который традиционно проводится в День Города. Казахская команда ставила юрту, где радовала горожан блюдами национальной кухни, казахскими песнями и танцами.